# Wenderson Arruda Said
Wenderson Arruda Said, meglio noto come Wender (Guiratinga, 17 aprile 1975), è un allenatore di calcio ed ex calciatore brasiliano, di ruolo attaccante.

## Carriera
Attaccante di ruolo che giocava come punta centrale o ala sinistra, veniva anche impiegato come centrocampista. Dopo il ritiro è diventato un allenatore, senza riuscire fino ad oggi ad allenare una prima squadra.

## Palmarès

### Giocatore

#### Competizioni nazionali
- B' Katīgoria: 1

Aris Limassol: 2012-2013